# Leontopodium kurilense
Leontopodium kurilense là một loài thực vật có hoa trong họ Cúc. Loài này được Takeda mô tả khoa học đầu tiên năm 1911.